# إليانور إيفيرست فرير
إليانور إيفيرست فرير (بالإنجليزية: Eleanor Everest Freer) هي ملحنة أمريكية، ولدت في 14 مايو 1864 في فيلادلفيا في الولايات المتحدة، وتوفيت في 13 ديسمبر 1942 في شيكاغو في الولايات المتحدة.

## وصلات خارجية
- إليانور إيفيرست فرير على موقع ميوزك برينز (الإنجليزية)